# Sphecosoma surrenta
Sphecosoma surrenta är en fjärilsart som beskrevs av Druce 1883. Sphecosoma surrenta ingår i släktet Sphecosoma och familjen björnspinnare. Inga underarter finns listade i Catalogue of Life.